# العلاقات النمساوية الكولومبية
العلاقات النمساوية الكولومبية هي العلاقات الثنائية التي تجمع بين النمسا وكولومبيا.

## مقارنة بين البلدين
هذه مقارنة عامة ومرجعية للدولتين:
| وجه المقارنة                                              | النمسا                                                    | كولومبيا        |
| --------------------------------------------------------- | --------------------------------------------------------- | --------------- |
| المساحة (كم2)                                             | 83.86 ألف                                                 | 1.14 مليون      |
| عدد السكان (نسمة)                                         | 8.81 مليون                                                | 49.07 مليون     |
| الكثافة السكانية (ن./كم²)                                 | 105.06                                                    | 43.04           |
| العاصمة                                                   | فيينا                                                     | بوغوتا          |
| اللغة الرسمية                                             | اللغة الألمانية، لغة الإشارة النمساوية ‏                   | اللغة الإسبانية |
| العملة                                                    | يورو، شلن نمساوي، رايخ مارك، شلن نمساوي                   | بيزو كولومبي    |
| الناتج المحلي الإجمالي (بليون دولار)                      | 416.60 مليار                                              | 309.19 مليار    |
| الناتج المحلي الإجمالي (تعادل القوة الشرائية) بليون دولار | 426.99 مليار                                              | 724.96 مليار    |
| الناتج المحلي الإجمالي الاسمي للفرد دولار أمريكي          | 43.77 ألف                                                 | 7.60 ألف        |
| الناتج المحلي الإجمالي للفرد دولار أمريكي                 | 47.68 ألف                                                 | 13.36 ألف       |
| مؤشر التنمية البشرية                                      | 0.885                                                     | 0.720           |
| رمز المكالمات الدولي                                      | +43                                                       | +57             |
| رمز الإنترنت                                              | .at                                                       | .co             |
| المنطقة الزمنية                                           | توقيت وسط أوروبا، ت ع م+01:00، ت ع م+02:00، أوروبا/فيينا ‏ | 00              |

## منظمات دولية مشتركة
يشترك البلدان في عضوية مجموعة من المنظمات الدولية، منها:
| علم المنظمة | اسم المنظمة                               | تاريخ انضمام النمسا | تاريخ انضمام كولومبيا |
| ----------- | ----------------------------------------- | ------------------- | --------------------- |
|             | وكالة ضمان الاستثمار متعدد الأطراف        | 16 ديسمبر 1997      | 30 نوفمبر 1995        |
|             | منظمة الشرطة الجنائية الدولية             | ?                   | ?                     |
|             | منظمة حظر الأسلحة الكيميائية              | ?                   | ?                     |
|             | منظمة التجارة العالمية                    | ?                   | ?                     |
|             | الفريق المعني برصد الأرض                  | ?                   | ?                     |
|             | الأمم المتحدة                             | 14 ديسمبر 1955      | 5 نوفمبر 1945         |
|             | مؤسسة التمويل الدولية                     | 28 سبتمبر 1956      | 20 يوليو 1956         |
|             | يونسكو                                    | 13 أغسطس 1948       | 31 أكتوبر 1947        |
|             | مؤسسة التنمية الدولية                     | 28 يونيو 1961       | 16 يونيو 1961         |
|             | البنك الدولي للإنشاء والتعمير             | 27 أغسطس 1948       | 24 ديسمبر 1946        |
|             | المركز الدولي لتسوية المنازعات الاستشارية | 24 يونيو 1971       | 14 أغسطس 1997         |
|             | الاتحاد البريدي العالمي                   | ?                   | ?                     |
|             | الاتحاد الدولي للاتصالات                  | 1866                | 25 أغسطس 1914         |

## وصلات خارجية
- موقع وزارة الخارجية النمساوية
- موقع وزارة الخارجية الكولومبية